# Sonnensalmler
Der Sonnensalmler (Hyphessobrycon eos) ist ein tropischer Süßwasserfisch aus der Ordnung der Salmlerartigen. Er stammt aus dem westlichen Guayana im Norden Südamerikas. Sein bevorzugter Lebensraum ist der Uferbereich der Flüsse.

## Merkmale
Die Art erreicht eine Maximallänge von 4,5 cm und ähnelt dem im selben Lebensraum vorkommenden Schlusslichtsalmler (Hemigrammus ocellifer), unterscheidet sich von dieser Art aber durch die unbeschuppte Basis der Schwanzflosse (Hauptunterschied zwischen Hemigrammus und Hyphessobrycon). Die Grundfärbung des Sonnensalmlers ist olivgrün bis bräunlich, wobei die Schuppen der oberen Körperhälfte einen dunklen Rand besitzen und die Rückenseite dadurch insgesamt dunkler ist. Der bei vielen Salmler vorhandene Schulterfleck unmittelbar hinter dem Kiemendeckel ist beim Sonnensalmler nur angedeutet. Das Längsband auf den Flanken ist schmal und verbreitert sich auf dem Schwanzstiel zu einem großen, schwaren Fleck. Der ganze Körper und insbesondere der Kiemendeckel ist mit winzigen schwarzen Punkten bedeckt. Die Kehle ist gelb. Die Schwanzflosse ist kräftig gelb bis orange gefärbt, die Afterflosse ist rötlich und die Basis der Rückenflosse ist gelb. Letztere wird von elf Flossenstrahlen gestützt, bei der längeren Afterflosse sind es 17 bis 20. Geschlechtsunterschiede sind nicht bekannt.
- Schuppenformel: mLR 33–34, SL 7–10, QR 6/4.[1]

## Systematik
Der Sonnensalmler wurde 1909 durch die US-amerikanische Ichthyologin Marion Lee Durbin erstmals wissenschaftlich beschrieben und dabei in die Gattung Hyphessobrycon gestellt. Diese ist jedoch nicht monophyletisch, sondern besteht aus verschiedenen Kladen, die seit 2024 sogar unterschiedlichen Unterfamilien innerhalb der Familie Acestrorhamphidae zugeordnet werden. Während Hyphessobrycon compressus, die Typusart von Hyphessobrycon, und zahlreiche andere Arten der Gattung zur Unterfamilie Hyphessobryconinae gehören, gehört der Sonnensalmler zur Unterfamilie Stygichthyinae und bildet dort die Schwestergruppe einer von den Gattungen Stygichthys, Coptobrycon, Myxiops und Deuterodon gebildeten Klade.